# Горка (Горское сельское поселение)
Горка — деревня в Сонковском районе Тверской области России, административный центр Горского сельского поселения.

## География
Деревня расположена в 16 км на запад от районного центра Сонково, в 2 км от ж/д станции Подобино на линии Бологое — Сонково.

## История
На северо-западной окраине деревни в XIX — начале XX века существовало село Головское. В 1814 году в селе Головском была построена каменная Казанская церковь с 3 престолами.
В конце XIX — начале XX века село Головское и деревня Горка входили в состав Бокаревской волости Бежецкого уезда Тверской губернии. В 1859 году в деревне Горка имелось 57 дворов. 
С 1929 года деревня являлась центром Горского сельсовета Сонковского района Бежецкого округа Московской области, с 1935 года — в составе Калининской области, с 2005 года — центр Горского сельского поселения.
В годы Советской власти в деревне действовал колхоз им. М.С. Чудова.

## Население
| 1859 | 1997 | 2010 |
| ---- | ---- | ---- |
| 324  | ↘266 | ↘215 |

## Инфраструктура
В деревне имеются детский сад, фельдшерско-акушерский пункт, отделение почтовой связи.

## Достопримечательности
В бывшем селе Головском имеются останки Церкви Казанской иконы Божией Матери (1814).